# コッド (潜水艦)
コッド (USS Cod, SS/AGSS/IXSS-224) は、アメリカ海軍の潜水艦。ガトー級潜水艦の13番艦。艦名は北大西洋及び北太平洋に生息するタラに因む。

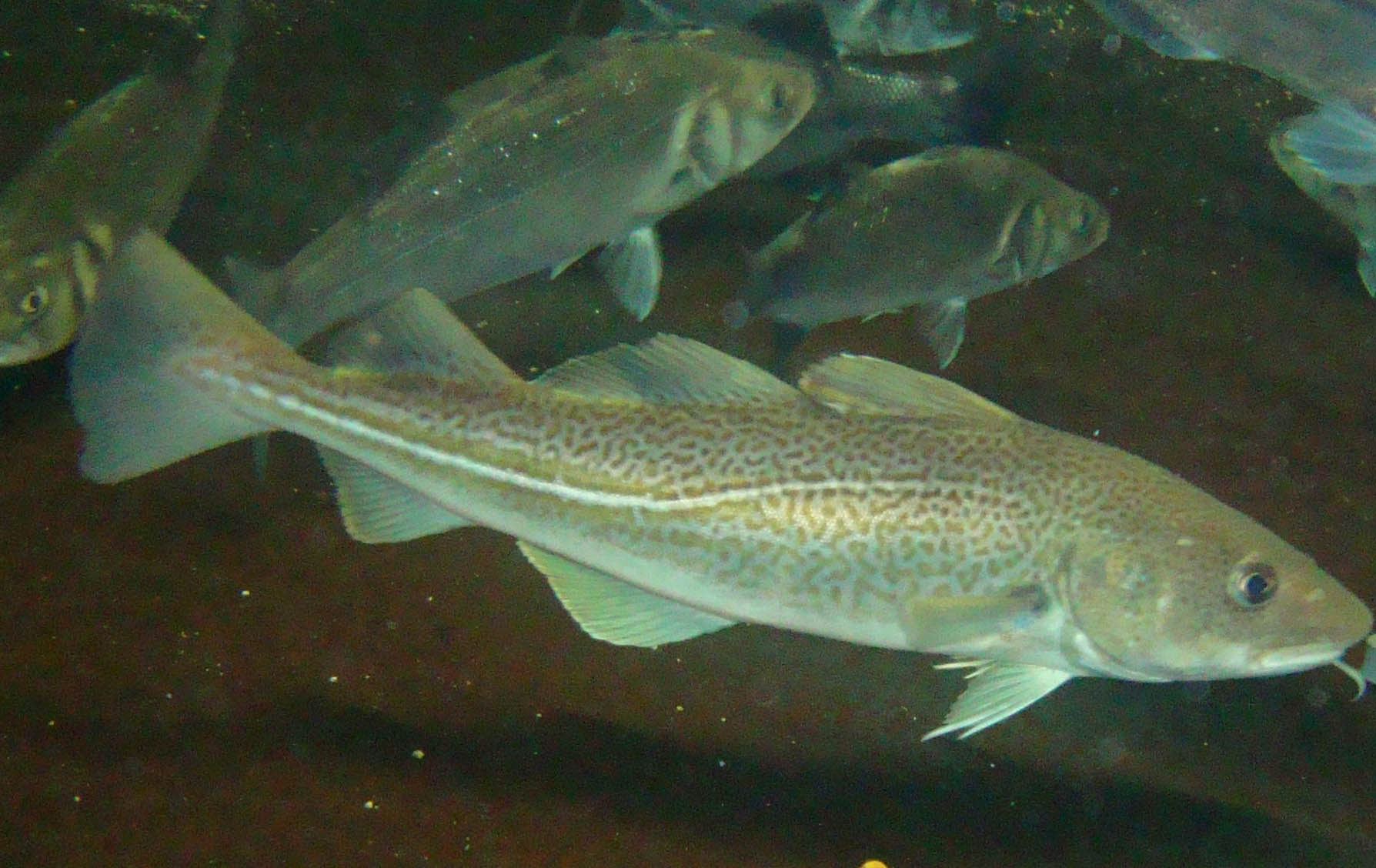
タイセイヨウダラ（Atlantic cod）

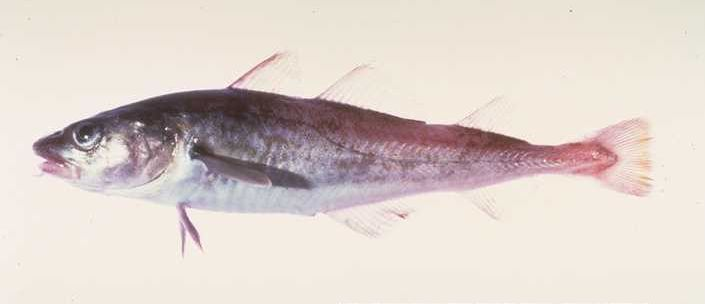
マダラ（Pacific cod）

## 艦歴
「コッド」は1942年7月21日にコネチカット州グロトンのエレクトリック・ボート社で起工する。1943年3月21日にG・M・マホニー夫人によって進水し、艦長ジェームズ・C・デンプシー少佐（アナポリス1931年組）の指揮下1943年6月21日に就役する。作戦準備のためブリスベンに、次いでダーウィンに回航された。

### 第1、第2の哨戒 1943年10月 - 1944年3月
10月14日、「コッド」は最初の哨戒で南シナ海に向かった。バンダ海、モルッカ海を抜けて、中沙諸島近海の哨戒海域に到着。敵を求めて海南島、トンキン湾にまで足を伸ばした。11月29日朝、北緯11度42分 東経118度30分 / 北緯11.700度 東経118.500度の地点で輸送船とタンカーで構成された輸送船団を発見し、7,000トン級輸送船に向けて魚雷を4本、4,700トン級輸送船に向けて魚雷を2本発射し、7,000トン級輸送船に2本が命中して撃沈、4,700トン級輸送船に1本が命中して撃破したと判定される。「コッド」はモルッカ海を通ってダーウィンに寄港。12月16日、63日間の行動を終えてフリーマントルに帰投した。
1944年1月11日、「コッド」は2回目の哨戒でハルマヘラ島、ジャワ島、南シナ海方面に向かった。哨戒期間の前半は南シナ海で行動し、1月29日には北緯13度16分 東経109度21分 / 北緯13.267度 東経109.350度の地点で輸送船団に接触したが、よい攻撃位置を占めることが出来なかった。2月9日夕刻、北緯14度50分 東経109度20分 / 北緯14.833度 東経109.333度の地点で単独で航行する5,000トン級輸送船を発見し、深夜に入ってから魚雷を4本発射したが命中しなかった。2月16日には北緯12度38分 東経112度33分 / 北緯12.633度 東経112.550度のミンドロ海峡でサンパンを発見し、4インチ砲と20ミリ機銃の射撃で破壊した。「コッド」は南に下り、サンギヘ諸島近海に到着。2月23日朝、北緯03度53分 東経129度17分 / 北緯3.883度 東経129.283度のハルマヘラ島北東海域で輸送船団を発見。夜まで追跡の上、タンカーに向けて魚雷を4本、護衛艦に向けて魚雷を2本それぞれ発射し、魚雷は特設運送船（給油）「第三小倉丸」（共同企業、7,350トン）に2本が命中して撃沈した。4日後の2月27日には、北緯01度48分 東経127度32分 / 北緯1.800度 東経127.533度の地点で輸送船「大速丸」（大阪商船、2,473トン）を発見し、魚雷を4本発射して2本を命中させて撃沈した。2月29日午後にも北緯04度07分 東経123度54分 / 北緯4.117度 東経123.900度の地点で輸送船を発見して魚雷を3本発射したが、「千鳥型水雷艇」と「照月型駆逐艦」からの爆雷攻撃に遭い、深深度潜航を余儀なくされた。3月13日、「コッド」は62日間の行動を終えてフリーマントルに帰投した。

### 第3、第4の哨戒 1944年4月 - 8月
4月6日、「コッド」は3回目の哨戒でスールー海、南シナ海、ルソン島方面に向かった。5月10日朝、北緯16度16分 東経119度28分 / 北緯16.267度 東経119.467度のマニラ湾口北西海域で、レーダーで輸送船団の接近を探知。観測し続け、ほどなく輸送船と護衛艦総計32隻にも及ぶミ03船団の姿を発見。「コッド」は船団の中に割って入り、北緯14度50分 東経119度20分 / 北緯14.833度 東経119.333度の地点に至った所で前部と後部の発射管から魚雷を計9本発射。後部からの3本の魚雷のうち2本が駆逐艦「刈萱」に命中して撃沈。前部からの6本の魚雷は笠戸丸級輸送船、阿蘇山丸級輸送船、ぶりすべん丸級輸送船に向けられ、1本が阿蘇山丸級輸送船、すなわち特設運送船「昌平丸」（三井船舶、7,255トン）に命中してこれを撃沈。他の目標にも1本ずつ命中したと判断された。6月1日、「コッド」は56日間の行動を終えてフリーマントルに帰投。艦長がジェームズ・A・"キャディ" アドキンス少佐（アナポリス1926年組）に代わった。
7月3日、「コッド」は4回目の哨戒で南シナ海、ルソン、ジャワ方面に向かった。7月16日朝、北緯12度53分 東経119度43分 / 北緯12.883度 東経119.717度のカラミアン諸島近海で3隻の輸送船団を発見。北緯12度25分 東経119度19分 / 北緯12.417度 東経119.317度の地点に至り、2,000トン級輸送船に対してまず艦首発射管から魚雷を6本発射したが命中せず、艦尾発射管からも魚雷を4本発射したがこれも命中せず、逆に反撃を食らって2基のエンジンに軽度のダメージがあった。「コッド」は一度はこの船団との接触を失うが、夜に入って再び発見し、日付が7月17日になった直後に北緯10度59分 東経118度17分 / 北緯10.983度 東経118.283度の地点で三度目の攻撃を仕掛ける。この攻撃では魚雷を3本発射したが命中せず、近在の「レイポン (USS Lapon, SS-260) 」にこの船団の始末を委ねて攻撃を打ち切った。「コッド」は西進し、同じ日の夜に北緯12度24分 東経116度32分 / 北緯12.400度 東経116.533度の地点で7隻の輸送船団を発見し、魚雷を6本発射して1つの不正確な命中を確認する。カブラ島近海、マニラ湾口に引き返し、7月20日未明には北緯14度23分 東経119度41分 / 北緯14.383度 東経119.683度の地点で4隻の輸送船団を発見し、5,000トン級輸送船に対して魚雷を4本発射したが、命中しなかった。「コッド」は早くも魚雷が残り1本となったので、一旦ダーウィンに引き返すこととなった。その途中の7月25日、南緯01度41分 東経126度32分 / 南緯1.683度 東経126.533度のスラ諸島リフマトラ島近海で3隻の輸送船団を発見。夜に入り、南緯01度06分 東経125度33分 / 南緯1.100度 東経125.550度の地点にて輸送船団に対して最後の魚雷を発射したが、命中しなかった。補給のため7月29日にダーウィンに寄港し、魚雷、燃料、食料品を搭載して8月1日に「ブルーフィッシュ (USS Bluefish, SS-222) 」とともに再出撃した。
8月3日未明、「コッド」は南緯01度45分 東経126度14分 / 南緯1.750度 東経126.233度のマンゴリ島近海で特設捕獲網艇「星光丸」（三光汽船、708トン）を発見し、魚雷を4本発射して3本を命中させて撃沈。8月10日午前には、南緯05度14分 東経121度35分 / 南緯5.233度 東経121.583度の地点で特設駆潜艇「東石丸」（日本海洋漁業、89トン）に対して魚雷を4本発射し、うち3本を命中させて撃沈した。夜には南緯05度43分 東経120度49分 / 南緯5.717度 東経120.817度の地点で輸送船「第六新生丸」（林兼商店、260トン）を発見し、魚雷を4本発射して1本を命中させるが、沈む気配は見せなかった。日付が8月11日に変わってすぐ、南緯05度37分 東経120度36分 / 南緯5.617度 東経120.600度のサラヤル海峡近海で再度の攻撃を行い、魚雷を4本発射して1本を命中させ、「第六新生丸」は2つの爆発を起こした後に沈没していった。8月13日昼ごろ、「コッド」は南緯05度28分 東経125度08分 / 南緯5.467度 東経125.133度の地点で船舶を発見し、浮上して4インチ砲と20ミリ機銃で砲撃して1発の不確実な命中を確認する。相手は戦車揚陸艦のようではあったが、味方が得ていた日本海軍艦船情報に戦車揚陸艦に関する情報はなかったため、その姿をスケッチに描いた後、月夜下での攻撃を期して潜航した。日付変わって8月14日未明、南緯04度17分 東経126度46分 / 南緯4.283度 東経126.767度の地点で、未知の戦車揚陸艦、すなわち「第129号輸送艦」に対して魚雷を4本発射し、3本を命中させて撃沈した。8月18日にも南緯05度03分 東経121度21分 / 南緯5.050度 東経121.350度の地点で、レーダーを使って探知した目標に対して魚雷を4本発射したが、いずれも命中しなかった。8月25日、「コッド」は53日間の行動を終えてフリーマントルに帰投した。

### 第5の哨戒 1944年9月 - 11月
9月18日、コッドは5回目の哨戒で「ブルーギル (USS Bluegill, SS-242) 」「アングラー (USS Angler, SS-240) 」とウルフパックを構成し、ルソン島、ミンダナオ島方面に向かった。ダーウィンに寄港の後、哨区に到着。10月5日午後、「コッド」は北緯13度01分 東経120度15分 / 北緯13.017度 東経120.250度のミンドロ島近海でマミ11船団を発見し、最初の攻撃で魚雷を6本発射。うち3本が2隻のタンカーに命中したと判断される。2時間後の二度目の攻撃では、最初の攻撃で速力が落ちた輸送船「辰城丸」（辰馬汽船、6,886トン）に対して魚雷を4本発射し、全て命中させて同船を撃沈した。10月7日未明には僚艦「レイ (USS Ray, SS-271) 」からの情報に基づいて目標に接近し、北緯13度39分 東経119度24分 / 北緯13.650度 東経119.400度のマニラ北西方で特務艦「知床」を発見して魚雷を4本発射、うち2本を命中させて撃破した。翌10月8日にも「レイ」の情報に基づき、北緯13度42分 東経119度24分 / 北緯13.700度 東経119.400度の地点で1,500トン級輸送船に対して魚雷を6本発射したが、目標が推定18ノットで走り回っていたためか命中しなかった。10月22日朝、「コッド」は北緯16度30分 東経119度49分 / 北緯16.500度 東経119.817度の地点で100トン級海上トラックを発見し、浮上して4インチ砲の射撃と機銃掃射を行ったが、命中弾を与えたものの取り逃がす。10月23日から25日のレイテ沖海戦では引き続きルソン島西岸部で待機。10月25日にはマニラに接近しつつある輸送船団の情報が入り、その輸送船団、フィリピンの戦いに投入される第一師団（片岡董中将）の将兵、軍需品を満載したモマ04船団には「浅間丸」（日本郵船、16,975トン）の名前もあった。「コッド」は浮上したままレーダーを使用してモマ04船団に接近していき、北緯17度34分 東経120度02分 / 北緯17.567度 東経120.033度の地点にて「浅間丸」に対して魚雷を4本発射したが命中しなかった。10月30日からはサイパン島からの指令を受けるようになり、フィリピン東方海上で行動する。11月20日、「コッド」は59日間の行動を終えて真珠湾に帰投。メア・アイランド海軍造船所に回航されてオーバーホールに入った。オーバーホールを終えると、1945年3月7日に真珠湾に戻った。

### 第6、第7の哨戒 1945年3月 - 8月
3月24日、「コッド」は6回目の哨戒で東シナ海に向かった。この哨戒では主に救助活動を担当することとなった。3人のパイロットを救助した後、4月17日には北緯31度51分 東経124度52分 / 北緯31.850度 東経124.867度の地点で浮上砲戦でタグボートと木造のタンカーを撃沈した。「コッド」は生存者を救助し、タグボートの名は "Choyo Maru" と言い、下関の船でコールサインは "JUVJ" であることが分かった。木造のタンカーの生存者の方は、船の名前を "Baishi Maru" あるいは "Banshi Maru" と言った。4月24日深夜、「コッド」は北緯25度42分 東経121度15分 / 北緯25.700度 東経121.250度の基隆港外で2隻の船を発見し、そのうちの1隻に対して魚雷を4本発射するがこの攻撃は失敗し、旋回して後部発射管から魚雷を3本発射してうち1本が命中して目標は沈没した。攻撃後、1人の下士官を救助し尋問した。尋問の結果、彼の名前は恐らく「アリマ」と思われ、今しがた撃沈した、彼の乗っていた艦船は「第41号掃海艇」だろうということが分かった。4月25日朝には、北緯26度54分 東経121度10分 / 北緯26.900度 東経121.167度の地点で小型警備艇に対して魚雷を6本発射したが命中しなかった。4月26日夜、浮上中に後部魚雷発射管室で火災を起こし、その復旧に努めた。魚雷の誘爆を防ぐため、後部発射管に搭載された魚雷は手動発射で放棄されることとなった。乗組員は火災を冒して消火と放棄に務めたが、その作業中に魚雷積み込み用のハッチから L・E・フォーリーとアンドリュー・G・ジョンソンが海中に転落した。フォーリーは翌朝救助されたが、ジョンソンはそのまま行方不明となった。5月29日、65日間の行動を終えてグアムアプラ港に帰投、艦長がエドウィン・M・ウエストブルックJr.少佐（アナポリス1938年組）に代わった。

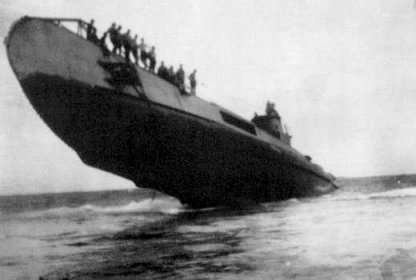
ラッド礁に乗り上げたオランダ潜水艦「O-19」。

6月26日、「コッド」は7回目の哨戒で南シナ海、タイランド湾方面に向かった。7月7日にカムラン湾を偵察した後、スービック湾に向かう予定だった。その翌日、北緯08度40分 東経111度40分 / 北緯8.667度 東経111.667度の南沙諸島ラッド礁に乗り上げたオランダ海軍の潜水艦「O-19 (HNLMS O-19) 」の救援のため現場に急行した。同日夜に現場に到着したコッドは「O-19」の引き降ろし作業に取りかかった。しかし「O-19」はびくともせず作業は無駄に終わり、 引き降ろしを断念して処分することとなった。7月10日、「コッド」は「O-19」の乗組員全員を収容した後に5インチ砲弾16発と魚雷を2本撃ちこんで同艦を処分した。「コッド」は「O-19」の乗組員を乗せてスービック湾に向かい、7月13日に彼らを上陸させた後、翌日に再出撃した。
7月19日、コッドはハッチェン行きの輸送船団攻撃の際に護衛の駆逐艦「神風」の反撃で損傷した「ホークビル (USS Hawkbill, SS-366) 」に代わって船団を追跡し、北緯06度12分 東経103度11分 / 北緯6.200度 東経103.183度の地点で船団に追いついて魚雷を3本発射したが攻撃に失敗した。「コッド」は船団情報を発信し、それに基づいて「バンパー (USS Bumper, SS-333) 」が船団に食いついた。7月21日から8月1日までの間、「コッド」はマレー半島テンゴール岬沖で小物狩りに勤しんだ。この期間に友好的な現地住民を助けた上で臨検して破壊した総計23隻ものモーターサンパンやスクーナー、ジャンク、はしけはシンガポール方面の日本軍勢力に対するこの時期に唯一残された補給路であった。「コッド」の攻撃により、小船集団とともに米、砂糖、ガソリンなど各種油類、紙、コーヒーなどの物資は海中に消え失せた。8月1日の攻撃の際に哨戒機に発見されたため「コッド」は潜航し、サンパンの乗組員は後日、「ブレニー (USS Blenny, SS-324) 」に救助された。
8月13日、「コッド」は47日間の行動を終えてフリーマントルに帰投した。この時、「O-19」乗組員一同が帰投した「コッド」を出迎え、「コッド」乗組員のためにパーティーを開くこととなった。2人の乗組員は日本の降伏を知っていた。この忘れがたい記念として、「コッド」のバトルフラッグと艦橋には "O-19" の文字とマティーニが描かれた。

### 戦後
「コッド」は8月31日にフリーマントルを出港し、帰途にマイアミとフィラデルフィアに寄港した後、11月3日にニューロンドンに到着。その後、1946年6月22日に予備役艦となった。
「コッド」はフランシス・E・リッチ艦長の指揮下1951年に再就役し、NATOの対潜水艦訓練演習に参加する。冷戦下における航海はニューファンドランド島沖で行われた。演習「LANTFLEX'52」ではアメリカ軍の空母を撃沈し賞賛された。
「コッド」は1954年に予備役となり保管された。1959年にはオハイオ州クリーブランドで予備役訓練艦として使用するため、新たに作られたセント・ローレンス水路を通って曳航された。歴戦の武勲艦は遠足で訪れた児童達によって見学された。1962年12月1日に AGSS-224 （実験潜水艦）へ艦種変更され、1971年6月30日には IXSS-224 （非分類雑役潜水艦）へ再変更され、同年に除籍された。
「コッド」は12隻以上の敵艦を沈め、その総トン数は37,000トン以上になる。さらに36,000トンにおよぶ敵艦を破壊した。7回の哨戒は成功し、その戦功で7個の従軍星章を受章した。

### 博物館船
一部のクリーブランド市民が「コッド」の船体を湖畔上の記念碑として保存するため、コッド保存委員会を組織した。1976年1月に海軍は委員会に潜水艦の後見の権利を与えた。1976年5月に「コッド」の浮かぶ記念碑としての経歴が始まり、間もなく観光名所としての地位を確立した。1986年には内務省が「コッド」をアメリカ合衆国国定歴史建造物に指定した。
「コッド」は現在もクリーブランドで博物館船として、アメリカ海軍潜水艦部隊100年の歴史において殉職した3,900名以上の乗組員の記念碑として公開されている。また、毎年5月1日から9月30日の間に艦を訪れるよう宣伝が行われる。
「コッド」は非常に良く復元され、唯一公開展示のためドアや船体を切断したり階段を設置されなかった潜水艦である。訪れた見学者は乗組員が使用したのと同じ垂直梯子やハッチを使って艦内に入る。4基のディーゼルエンジンはゼネラル・モーターズのクリーブランド工場によって生産されたため、クリーブランドは艦の生誕地の一部であると主張することができる。
「コッド」の復元には「スティングレイ (USS Stingray, SS-186) 」で使用された2基のGMクリーブランド・モデル248エンジンが使用された。